# الدوري النمساوي 1967–68
الدوري النمساوي الممتاز 1967–68 (بالألمانية: Österreichische Fußballmeisterschaft 1967/68)‏ هو الموسم 57 من  بوندسليغا النمسا لكرة القدم. أشرف على تنظيمه اتحاد النمسا لكرة القدم، وكان عدد الأندية المشاركة فيه  14، وفاز فيه رابيد فيينا.